# Gesneria citrina
Gesneria citrina är en tvåhjärtbladig växtart som beskrevs av Ignatz Urban. Gesneria citrina ingår i släktet Gesneria och familjen Gesneriaceae. Inga underarter finns listade i Catalogue of Life.